# Ваганичский парк
Ваганичский парк (укр. Ваганицький парк) — парк-памятник садово-паркового искусства местного значения, расположенный на территории Городнянского района (Черниговская область). Площадь — 6 га.

## История
Парк был заложен во второй половине 19 века. Основу современного парка составляет сад, посаженный на двадцати десятинах в центре села Ваганичи вокруг панского дома Евреинова. У пруда была крытая оранжерея, где выращивали цитрусовые, пальмы, деревья из Азии и Африки. В советское время разрушений претерпели усадьба и церковь, парковые композиции же нет. Ныне пруд обмелел и заилился.
Парк-памятник садово-паркового искусства был создан решением Черниговского облисполкома от 27.04.1964 №236. Также упоминается в решениях Черниговского облисполкома от 04.12.1978 №529, 27.12.1984 №454, от 28.08.1989 №164.

## Описание
Парк расположен в селе Ваганичи: в долине ручья Вагы, впадающего в реку Чибриж.

## Природа
В парке присутствую такие приемы оформления парковых композиций: массивы, группы, солитерные, аллейные и обочинные посадки. Массивы деревьев образовывают виды берёза повислая (Bétula péndula), сосна обыкновенная (Pínus sylvéstris), дуб черешчатый (Quércus róbur), осина (Pópulus trémula), клён остролистный (Ácer platanoídes), и расположены на периферии парка. Групповые парковые композиции сформированы видами ясень обыкновенный (Fráxinus excélsior), ясень американский (Fraxinus americana), ясень ланцетный (Fraxinus pennsylvanica var. lanceolata, подвид вида ясень пенсильванский), липа сердцевидная (Tília cordáta), орех грецкий (Júglans régia), орех маньчжурский (Júglans mandshúrica), робиния ложноакациевая (Robínia pseudoacácia), рябина обыкновенная (Sórbus aucupária), конский каштан обыкновенный (Aésculus hippocástanum), граб обыкновенный (Cárpinus bétulus), клён сахарный (Ácer sáccharum), клён ясенелистный (Ácer negúndo), вяз шершавый (Úlmus glábra), ель обыкновенная (Pícea ábies), ель голубая (Pīcea pūngens), сосна обыкновенная (Pínus sylvéstris). Кустарниковый ярус представлен видами бересклет бородавчатый (Euonymus verrucosus), бересклет европейский (Euonymus europaeus), ива козья (Sálix cáprea). Насаждения вокруг пруда представлены видами тополь белый (Pópulus álba), тополь чёрный (Pópulus nígra), осина (Pópulus trémula). В парке сохранились две параллельные аллеи: одна высажена конским каштаном обыкновенным (Aésculus hippocástanum), другая — чередующимися липой сердцевидной (Tília cordáta) и клёном остролистным (Ácer platanoídes),. 